# Circuit d'Orléans
Le Circuit d'Orléans ou Circuit de l'Île Arrault désigne un ancien Grand Prix pour motocyclettes et automobiles organisé au début des années 1930 à Orléans (Loiret, France).
L'épreuve est présentée comme une course de régularité. Elle permet l'engagement de coureurs professionnels et amateurs.

## Présentation
Le départ et l'arrivée du Grand Prix se déroule à Orléans dans le département du Loiret ; il est organisé par l'Automobile-Club du Centre (section Loiret), l'Amicale Motor-Club orléanais et le journal quotidien national Le Journal.
Les épreuves se déroulent au mois de mai, puis sont décalées au début du mois de juin. Elles utilisent un trajet urbain transitoire passant par l'hippodrome de l'Île Arrault. Le premier circuit effectue une boucle jusqu'à Meung-sur-Loire à l'Ouest, puis, lors des éditions suivantes, la course est recentrée sur la ville d'Orléans.

## Histoire
Le circuit est ouvert aux sports mécaniques en 1932, 1933, 1934, 1935, 1949, 1952, 1953, 1954 et 1955 soit neuf éditions.
Dans les années 1930, la course rassemble des coureurs professionnels et des amateurs.

### 1932
Dans sa séance du 18 mai 1932, M. Fouquin, rapporteur de la commission des finances du conseil général du Loiret confirme une subvention de 1 000 Francs pour l'organisation de la première édition du Grand Prix qui se déroule sur un circuit reliant les communes d'Orléans, Cléry-Saint-André, Meung-sur-Loire, Orléans.
La première édition de la manifestation se déroule le 5 juin 1932 en présence du Vicomte Jehan de Rohan-Chabot alors président de l'Automobile Club de France. Sur les 125 engagés, 97 coureurs prennent le départ, 66 automobiles et 31 motocyclettes.
Les organisateurs qui envisageait l'épreuve avec des participants principalement amateurs sont surpris par l'inscription de plusieurs coureurs professionnels.

### 1933
Le parcours du circuit de la deuxième édition est profondément modifié et recentré sur la ville d'Orléans, il emprunte le boulevard Jean-Jaurès, le faubourg Madeleine, le quai de la Madeleine et le quai Saint-Laurent, représentant environ 3,5 km. Dans sa séance du 2 mai 1933, M. Chesneau, rapporteur de la commission des finances du conseil général du Loiret confirme une subvention de 500 Francs pour l'organisation de la deuxième édition du Grand Prix.
Cinquante deux voitures sont engagées dans la deuxième édition du Grand-Prix. Les prix sont remis à la salle Vasquez de la rue Bannier, dans le centre-ville d'Orléans, en présence de Jean Zay, député du Loiret, et d'Eugène Turbat, maire d'Orléans.

### 1934
Le parcours est identique à celui emprunté en 1933. Dans sa séance du 3 mai 1934, M. Fouquin, rapporteur de la commission des finances du conseil général du Loiret confirme une subvention de 500 Francs pour l'organisation de la troisième édition du Grand Prix.
Le 27 mai 1934, environ 20 000 spectateurs assistent à la compétition.

### 1935

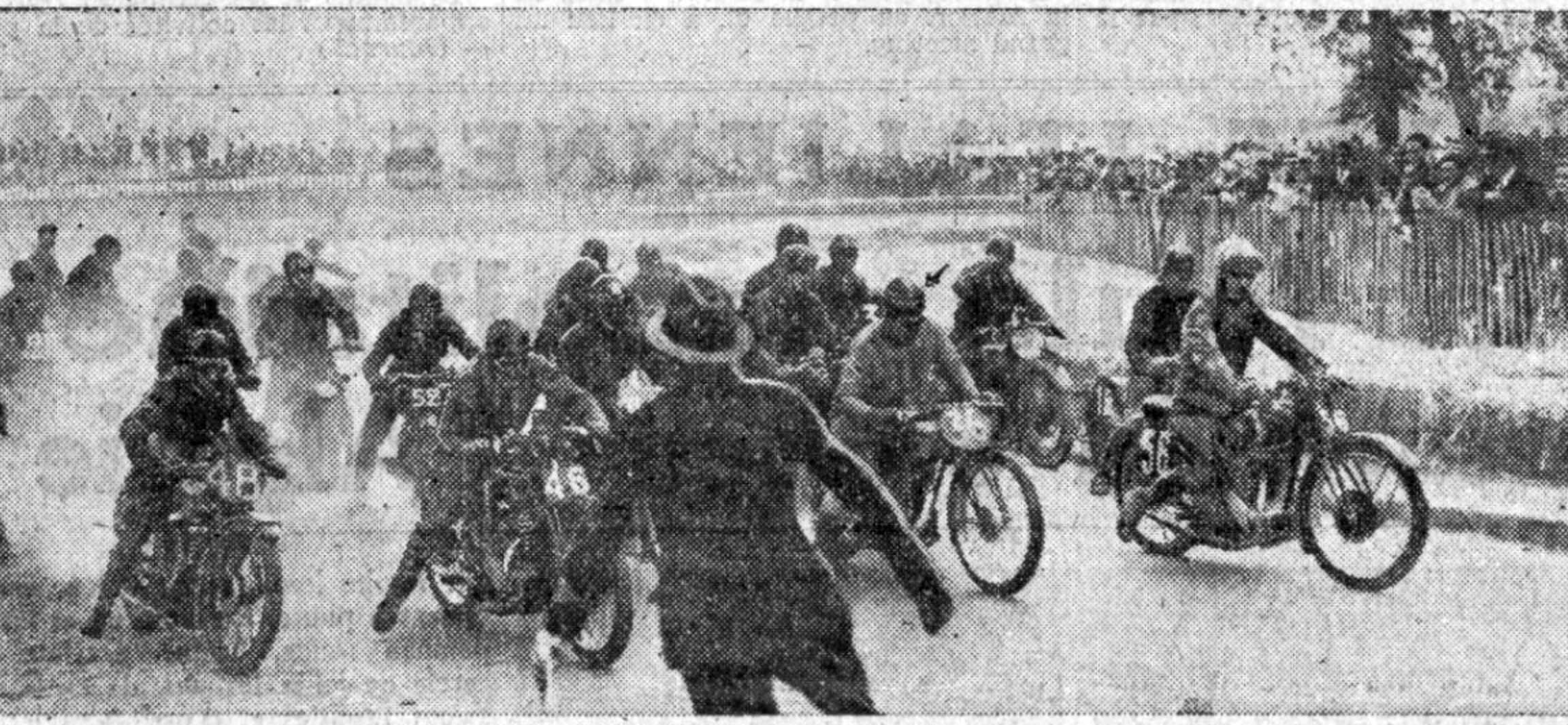
Départ de l'une des courses de motocyclettes du Circuit d'Orléans en 1935 paru dans Le Journal daté du 27 mai 1935. La photographie est décrite ainsi : Le tumultueux départ des motos sur le circuit d'Orléans.

Dans sa séance du 14 mai 1935, Eugène Turbat, rapporteur de la commission des finances du conseil général du Loiret confirme une subvention de 500 Francs pour l'organisation de la troisième édition du Grand Prix.
Quinze courses ont lieu successivement durant la journée du 26 mai 1935 : huit pour motocyclettes (quatre amateurs et quatre professionnelles) et sept (toutes professionnelles) pour automobiles (voitures de sport, voiturettes, et voitures de course).
L'arrivée de la pluie oblige les organisateurs à ramener de trente à vingt tours (72,22 kilomètres) le trajet à accomplir lors de la dernière et principale des courses précitées. Seuls six concurrents sont alors présents, car le même jour se disputent aussi le Grand Prix de Picardie et l'Avusrennen de Berlin (Allemagne). Le pilote de l'écurie Girod s'impose au bout de sept tours à peine, soit 25,28 kilomètres, en 16 min 34 s, car la pluie a redoublé : le deuxième provisoire, Armand Buffy, a perdu le contrôle de sa Bugatti au quart d'heure de course. Il est rentré dans la foule après avoir percuté un arbre sur le quai de la Madeleine, faisant douze blessés, dont huit hospitalisés, l'une des personnes devant décéder par la suite,. L'envahissement de la piste par la foule fixe alors les positions. Les voiturettes ont auparavant eu le temps de boucler leurs vingt-cinq tours de circuit, soit 90,25 kilomètres.
La confusion de l'épilogue tronqué de 1935 entraîne la fin de cette épreuve, durant près de vingt ans.

### Années 1950
Le Grand Prix se déroule à quatre reprises dans les années 1950.

## Palmarès

### Automobile
| Année | Date   | Catégorie           | Vainqueur         | Voiture           |
| ----- | ------ | ------------------- | ----------------- | ----------------- |
| 1932  | 5 juin | Sport > 2 L         | Sabbag            | Delage            |
| 1932  | 5 juin | Sport 1,1 à 2 L     | Buquet            | Amilcar           |
| 1932  | 5 juin | Sport < 1,1 L       | Olga Thibault     | Peugeot           |
| 1933  | 28 mai | Tourisme, 1re série | Perrier           | Delage            |
| 1933  | 28 mai | Tourisme, 2e série  | Bourrinet         | Delage            |
| 1933  | 28 mai | Tourisme, 3e série  | Pellé             | Fiat              |
| 1933  | 28 mai | Sport, 1re série    | Léoz-Abad         | ?                 |
| 1933  | 28 mai | Sport, 2e série     | Maurice Mestivier | Amilcar s6 1,1 L  |
| 1933  | 28 mai | Sport, 3e série     | Bauchy            | B.N.C.            |
| 1934, | 27 mai | Sport 1,5 L         | Pierre Rey        | Bugatti           |
| 1934, | 27 mai | Course 2 L          | Max Fourny        | Bugatti           |
| 1935  | 26 mai | Sport 1,1 L         | Amédée Gordini    | Fiat              |
| 1935  | 26 mai | Sport 1,5 L         | Lecoq             | Bugatti           |
| 1935  | 26 mai | Sport 2,5 L         | Maurice Mestivier | Amilcar MCO 1,3 L |
| 1935  | 26 mai | Sport > 2,5 L       | Albert Perrot     | Delahaye 18 CV    |
| 1935  | 26 mai | Course 750 cm3      | Jahan             | Salmson           |
| 1935  | 26 mai | Course 1 L          | Maurice Mestivier | Amilcar           |
| 1935  | 26 mai | Course 1,5 L        | Loz               | Bugatti           |
| 1955  | 5 juin | Sport 1,1 L         | Guy Michel,       | Renault 4CV       |
| 1955  | 5 juin | Sport 2 L           | Wolfgang Seidel   | Porsche 550       |

### Motocycliste
| Année | Date   | Catégorie                 | Vainqueur        | Club (amateur) Marque (professionnel) |
| ----- | ------ | ------------------------- | ---------------- | ------------------------------------- |
| 1932  | 5 juin | 1re série (amateur)       | Colas            | A.M.C.O.                              |
| 1932  | 5 juin | 2e série (amateur)        | Germond          | A.M.C.O.                              |
| 1932  | 5 juin | 3e série (amateur)        | Krebs            | M.C.F.                                |
| 1932  | 5 juin | 1re série (professionnel) | Sourdot          | Monet-Goyon                           |
| 1932  | 5 juin | 2e série (professionnel)  | Chartier         | Monet-Goyon                           |
| 1932  | 5 juin | 3e série (professionnel)  | Bernard          | Gnome et Rhône                        |
| 1933  | 28 mai | 1re série (amateur)       | Caillard         | ?                                     |
| 1933  | 28 mai | 2e série (amateur)        | Radideau         | ?                                     |
| 1933  | 28 mai | 3e série (amateur)        | Dubreuil         | ?                                     |
| 1933  | 28 mai | Professionnel             | Krebs            | Terrot                                |
| 1934  | 27 mai | 250 cm3 (amateur)         | Le Roy           | M.C. Paris                            |
| 1934  | 27 mai | 350 cm3 (amateur)         | Simon            | M.C. Paris                            |
| 1934  | 27 mai | 500 cm3 (amateur)         | Dubreuil         | M.C. Paris                            |
| 1934  | 27 mai | 175 cm3 (professionnel)   | Coulon           | Terrot                                |
| 1934  | 27 mai | 350 cm3 (professionnel)   | Martin           | Terrot                                |
| 1934  | 27 mai | 500 cm3 (professionnel)   | Camille Narcy    | Peugeot                               |
| 1935  | 26 mai | 175 cm3 (amateur)         | Radineau         | A.M.C.O.                              |
| 1935  | 26 mai | 250 cm3 (amateur)         | Lechevallier     | A.C.M. Aiglon                         |
| 1935  | 26 mai | 350 cm3 (amateur)         | Robert Marcel    | M.C.T.                                |
| 1935  | 26 mai | 500 cm3 (amateur)         | Beaudoin         | A.M.C.O.                              |
| 1935  | 26 mai | 175 cm3 (professionnel)   | Terigi           | M.M.                                  |
| 1935  | 26 mai | 250 cm3 (professionnel)   | Bourquin         | Monet-Goyon                           |
| 1935  | 26 mai | 350 cm3 (professionnel)   | Naudon           | Velocette                             |
| 1935  | 26 mai | 500 cm3 (professionnel)   | Georges Monneret | Saroléa                               |